# Конвой № 2121
Конвой № 2121 — японський конвой часів Другої світової війни, проведення якого відбувалось у вересні 1943 року.
Конвой сформували в Рабаулі — головній передовій базі японців у архіпелазі Бісмарка, з якої вони провадили операції на Соломонових островах та сході Нової Гвінеї. Пунктом призначення при цьому був Трук (Чуук) на сході Каролінських островів, де ще до війни створили потужну базу ВМФ.
До складу конвою увійшло лише одне судно «Чоко-Мару», а ескорт забезпечував мисливець за підводними човнами CH-30.
12 вересня 1943 року конвой вийшов із Рабаула та попрямував на північ. Хоча в цей період на комунікаціях архіпелагу Бісмарка, крім підводних човнів, починала діяти авіація союзників, конвой № 2121 зміг пройти без інцидентів та 17 вересня прибув на Трук.